# فاين ساني فيا
فاين ساني فيا (مواليد 1959) هو ملاكم تونغي، مثّل بلاده في الألعاب الأولمبية الصيفية 1984.

## روابط خارجية
فاين ساني فيا على موقع اللجنة الأولمبية الدولية (الإنجليزية)
- فاين ساني فيا على موقع أوليمبيديا (الإنجليزية)